# Google Allo
Google Allo era un'app mobile di messaggistica istantanea sviluppata da Google per i sistemi operativi mobili Android e iOS, con un client Web disponibile su Google Chrome, Mozilla Firefox e Opera. È stata annunciata alla conferenza degli sviluppatori di Google il 18 maggio 2016 e pubblicata il 21 settembre 2016.
L'app utilizzava i numeri di telefono come identificatori e consentiva agli utenti di scambiare messaggi, file, note vocali e immagini. Includeva l'Assistente Google, una funzione che generava suggerimenti di risposta automatica e una modalità opzionale crittografata. Gli utenti potevano ridimensionare i messaggi e aggiungere scarabocchi e adesivi sulle immagini prima di inviarli.
Prima del lancio, Google ha promosso una forte privacy nell'app, con particolare attenzione ai messaggi archiviati "in modo transitorio e in forma non identificabile". Tuttavia, al momento del lancio, la privacy è stata notevolmente limitata, e i registri delle chat memorizzate da Google a tempo indeterminato (o fino all'eliminazione dei messaggi da parte dell'utente) nel tentativo di migliorare la funzionalità di "risposta intelligente" dell'app. Assieme a Google Allo fu lanciata un'app complementare chiamata Google Duo per effettuare videochiamate.
Il 5 dicembre 2018 Google ha annunciato la chiusura del servizio, avvenuta il 12 marzo 2019.

## Storia
Allo è stato annunciato alla conferenza degli sviluppatori di Google il 18 maggio 2016. All'epoca, Google ha detto che avrebbe rilasciato Allo nell'estate 2016, ed è stato lanciato il 21 settembre 2016. Durante l'inaugurazione dello smartphone Pixel di Google nell'ottobre 2016, ha annunciato che Allo sarebbe stato preinstallato sui telefoni Pixel, insieme alla sua app gemella, Google Duo. Nel febbraio 2017, un tweet del vicepresidente delle comunicazioni di Google Nick Fox ha mostrato uno screenshot di Allo in esecuzione come app web, insieme alle parole: "Ancora in fase di sviluppo iniziale, ma in arrivo su un desktop vicino a te ...". Un ulteriore tweet di Fox a maggio affermava che il client web era "un mese o due dal rilascio pubblico". 
Ad agosto, Google Allo per il Web è stato lanciato per gli utenti Android utilizzando Google Chrome mentre il supporto per Firefox, Opera e iOS è stato implementato in ottobre. 
Nell'aprile 2018, è stato riferito che Google avrebbe "messo in pausa" lo sviluppo di Allo. Anil Sabharwal, il nuovo capo del gruppo di comunicazione di Google, ha dichiarato che i suoi dipendenti lavoreranno principalmente sulla sua implementazione del profilo universale Rich Communication Services (RCS) basato su carrier , con il marchio "Chat". Questo è stato implementato all'interno dell'app Messaggi Android utilizzata per gli SMS. 
A dicembre 2018, Google ha annunciato che avrebbe interrotto il supporto per Allo a marzo 2019. Un aggiornamento finale dell'app ha consentito agli utenti di esportare i messaggi di chat da Allo. Il servizio Allo è stato chiuso completamente il 14 marzo 2019 con la sua home page che consigliava agli utenti di provare l'app Messaggi di Google come alternativa. 

## Caratteristiche
Allo si basava sui numeri di telefono, non sui social media o sugli account di posta elettronica. La funzione "Risposta intelligente" di Allo utilizzava la tecnologia di apprendimento automatico di Google per suggerire una risposta all'ultimo messaggio, che poteva essere selezionata tra alcune opzioni. La funzionalità ha anche analizzato le immagini inviate all'utente per suggerire risposte. Simile alla funzione di risposta intelligente vista nell'app Inbox di Google, ha imparato dal comportamento dell'utente per adattare i suoi suggerimenti nel tempo. Allo era una delle app che supportava l'Google Assistant, un assistente virtuale che consente agli utenti di porre domande e ricevere risposte in una conversazione bidirezionale. Altre caratteristiche includono "Whisper Shout", che consente all'utente di aumentare o diminuire la dimensione di un messaggio per rappresentare il volume e la possibilità di disegnare sulle foto prima di inviarle. 
Nel novembre 2016, Google ha introdotto Smart Smiley, una funzione che suggerisce emoji e adesivi a seconda dell'umore del messaggio. Smart Smiley ha anche mostrato suggerimenti quando si avvia una nuova conversazione. Inoltre, sono stati aggiunti contemporaneamente temi di sfondo per le chat. 
A marzo 2017, una libreria GIF è stata aggiunta nella barra di composizione, nonché un accesso più semplice con un tocco all'Assistente Google e emoji animate. Sempre a marzo c'è stato un aggiornamento che permetteva agli utenti Android di inviare vari tipi di file, inclusi PDF, documenti, APK , archivi ZIP e tracce MP3 tramite Allo. A maggio l'app è stata aggiornata per consentire agli utenti di eseguire il backup e il ripristino delle chat, ha aggiunto una modalità di navigazione in incognito per le chat di gruppo e ha introdotto le anteprime per i collegamenti. Lo stesso mese, Fast Company ha riferito che Google ha aggiornato Allo per aggiungere adesivi dei cartoni animati sulle foto dei selfie, alimentato datecnologia di intelligenza artificiale in grado di produrre animazioni di "563 quadrilioni di volti". Il complemento degli adesivi per i selfie, Google ha anche lanciato "clip per selfie", brevi video in loop del volto dell'utente. A giugno è stata inclusa la possibilità di effettuare chiamate audio o video con Google Duo direttamente dalle chat di Allo. Il mese successivo sono state aggiunte reazioni ai messaggi, in cui gli utenti potevano toccare un cuore sotto i messaggi ricevuti. Una funzione di traduzione in chat è apparsa ad alcuni utenti nella versione 17 ed è stata estesa a tutti nella versione 18, l'ultima delle quali è stata rilasciata a settembre. I controlli della chat di gruppo, che potevano essere attivati per le nuove chat di gruppo, sono stati aggiunti a novembre 2017. Nella versione 25, apparivano le trascrizioni automatiche per i messaggi audio, sebbene questo potesse essere disabilitato nelle impostazioni. 

### Modalità di navigazione in incognito
La modalità di navigazione in incognito era una modalità opzionale che includeva chat in scadenza, notifiche private e crittografia end-to-end. Per la crittografia, l'app ha utilizzato il protocollo Signal. La modalità di navigazione in incognito non includeva alcuna funzione Risposta intelligente o Assistente Google. Quando l'utente ha ricevuto un adesivo da un pacchetto di adesivi che non aveva già installato sul proprio dispositivo, l'app ha recuperato l'adesivo dai server di Google utilizzando la sicurezza, ma non la crittografia end-to-end. 

## Reception

### Assistente virtuale
PC World di Mark Hachman ha dato una recensione favorevole di assistente virtuale di Allo, dicendo che si trattava di un 'passo avanti su Cortana e Siri'. 

### Crittografia opzionale
In seguito all'introduzione di Allo all'I/O di Google, Google è stata criticata da esperti di sicurezza e sostenitori della privacy per aver disattivato la crittografia end-to-end per impostazione predefinita, cosa che secondo loro lascia l'app aperta alla sorveglianza del governo. Edward Snowden, informatore ed ex appaltatore della NSA, ha criticato l'app su Twitter, affermando che "la decisione di Google di disabilitare la crittografia end-to-end per impostazione predefinita nella sua nuova app di chat #Allo è pericolosa e la rende non sicura." 
Thai Duong, un co-responsabile del team di sicurezza dei prodotti di Google, ha scritto in un post sul blog personale che avrebbe spinto per l'aggiunta di un'impostazione che consentisse agli utenti di avere la crittografia sempre attiva. Tuttavia, ha successivamente ritirato la dichiarazione. 

### Conservazione dei messaggi
Quando Allo è stato introdotto per la prima volta, i suoi sviluppatori hanno parlato di memorizzare i messaggi non in incognito solo "transitoriamente e in forma non identificabile". Al momento del lancio, Google ha rivelato che avrebbe invece archiviato tutti i messaggi non in incognito a tempo indeterminato (o fino a quando l'utente non li ha eliminati) al fine di migliorare la funzione "risposta intelligente" incorporata. Russell Brandom di The Verge ha commentato che "la decisione avrà conseguenze significative per l'accesso delle forze dell'ordine ai messaggi di Allo. Per impostazione predefinita, i messaggi di Allo saranno ora accessibili alle richieste di mandato legittimo, allo stesso modo dei dati dei messaggi in Gmail e Hangouts". 

### Altri problemi di privacy
A marzo 2017 sono emerse segnalazioni secondo cui un bug con l'Assistente Google nell'app Allo avrebbe condiviso accidentalmente i risultati di una conversazione dalla cronologia delle ricerche di un individuo, nonostante la ricerca non fosse menzionata in precedenza dall'altro partecipante alla chat o precedentemente nella conversazione. Google ha riconosciuto il problema e ha dichiarato che era stato risolto. 